# Rhynchospora schomburgkiana
Rhynchospora schomburgkiana là loài thực vật có hoa trong họ Cói. Loài này được (Boeckeler) T.Koyama miêu tả khoa học đầu tiên năm 1972.